# Agelaius
Agelaius is een geslacht van zangvogels uit de familie troepialen (Icteridae).

## Soorten
Het geslacht kent de volgende soorten:
- Agelaius assimilis – Roodschoudertroepiaal
- Agelaius humeralis – Bruinboegtroepiaal
- Agelaius phoeniceus – Epauletspreeuw
- Agelaius tricolor – Driekleurtroepiaal
- Agelaius xanthomus – Geelschoudertroepiaal

–